# Catch Me If You Can (bài hát của Girls' Generation)
"Catch Me If You Can" là một đĩa đơn được thu âm bởi nhóm nhạc Hàn Quốc Girls' Generation. Phiên bản tiếng Hàn được phát hành trực tuyến, trong khi phiên bản tiếng Nhật được phát hành vào 22 tháng 4 năm 2015 dưới dạng đĩa CD. Cả hai video của 2 phiên bản được phát hành vào 10 tháng 4 năm 2015 bởi SM Entertainment. Đây là lần đầu tiên nhóm phát hành đĩa đơn tiếng Hàn và tiếng Nhật cùng một lúc. Đây cũng là lần đầu phát hành của 8 thành viên kể từ sau sự ra đi của Jessica Jung.

## Danh sách bài hát
| Tải kỹ thuật số – Bản Hàn | Tải kỹ thuật số – Bản Hàn | Tải kỹ thuật số – Bản Hàn        | Tải kỹ thuật số – Bản Hàn                                    | Tải kỹ thuật số – Bản Hàn |
| STT                       | Nhan đề                   | Phổ lời                          | Phổ nhạc                                                     | Thời lượng                |
| ------------------------- | ------------------------- | -------------------------------- | ------------------------------------------------------------ | ------------------------- |
| 1.                        | "Catch Me If You Can"     | Mafly, Choe A-Leum (Jam Factory) | Erik Lidbom, Jin Choi                                        | 3:45                      |
| 2.                        | "Girls"                   | Lee Seum-Lan                     | Roel De Meulemeester, Guy Balbaert, Stefanie De Meulemeester | 3:56                      |
| Tổng thời lượng:          | Tổng thời lượng:          | Tổng thời lượng:                 | Tổng thời lượng:                                             | 7:41                      |

| CD Single / 12" Single / Tải kỹ thuật số – Bản Nhật | CD Single / 12" Single / Tải kỹ thuật số – Bản Nhật | CD Single / 12" Single / Tải kỹ thuật số – Bản Nhật | CD Single / 12" Single / Tải kỹ thuật số – Bản Nhật          | CD Single / 12" Single / Tải kỹ thuật số – Bản Nhật |
| STT                                                 | Nhan đề                                             | Phổ lời                                             | Phổ nhạc                                                     | Thời lượng                                          |
| --------------------------------------------------- | --------------------------------------------------- | --------------------------------------------------- | ------------------------------------------------------------ | --------------------------------------------------- |
| 1.                                                  | "Catch Me If You Can"                               | Junji Ishiwatari, Jeff Miyahara                     | Erik Lidbom, Jin Choi                                        | 3:45                                                |
| 2.                                                  | "Girls"                                             | Miwa                                                | Roel De Meulemeester, Guy Balbaert, Stefanie De Meulemeester | 3:56                                                |
| Tổng thời lượng:                                    | Tổng thời lượng:                                    | Tổng thời lượng:                                    | Tổng thời lượng:                                             | 7:41                                                |

| CD Single Limited Press Special Package – Bản Nhật (bonus track) | CD Single Limited Press Special Package – Bản Nhật (bonus track) | CD Single Limited Press Special Package – Bản Nhật (bonus track) |
| STT                                                              | Nhan đề                                                          | Thời lượng                                                       |
| ---------------------------------------------------------------- | ---------------------------------------------------------------- | ---------------------------------------------------------------- |
| 3.                                                               | "Catch Me If You Can" (không có vocal track)                     | 3:45                                                             |
| Tổng thời lượng:                                                 | Tổng thời lượng:                                                 | 11:26                                                            |

| DVD – Bản Nhật | DVD – Bản Nhật                      | DVD – Bản Nhật   | DVD – Bản Nhật |
| STT            | Nhan đề                             | Director         | Thời lượng     |
| -------------- | ----------------------------------- | ---------------- | -------------- |
| 1.             | "Catch Me If You Can" (music video) | Toshiyuki Suzuki | 4:21           |

## Bảng xếp hạng
| Bảng xếp hạng(2015)                                      | Vị trí cao nhất |
| -------------------------------------------------------- | --------------- |
| Bảng xếp hạng đĩa đơn Gaon Hàn Quốc                      | 19              |
| Bảng xếp hạng ca khúc kỹ thuật số quốc tế US (Billboard) | 2               |

| Bảng xếp hạng(2015)                             | Vị trí cao nhất |
| ----------------------------------------------- | --------------- |
| Billboard Japan Hot 100 Nhật Bản                | 9               |
| Bảng xếp hạng đĩa đơn hằng tuần Oricon Nhật Bản | 8               |
| Đài Loan (G-Music)                              | 1               |

## Lịch sử phát hành
| Vùng     | Ngày                | Định dạng       | Nhãn hiệu                 | Ref.   |
| -------- | ------------------- | --------------- | ------------------------- | ------ |
| Toàn cầu | 10 tháng 4 năm 2015 | Tải kỹ thuật số | SM Entertainment KT Music | [ 11 ] |
| Nhật Bản | 22 tháng 4 năm 2015 | CD + DVD        | EMI Universal Music Japan | [ 12 ] |
| Nhật Bản | 22 tháng 4 năm 2015 | Tải kỹ thuật số | EMI Universal Music Japan | [ 4 ]  |
| Nhật Bản | 5 tháng 6 năm 2015  | 12"             | EMI Universal Music Japan | [ 13 ] |

## Liên kết
- "Catch Me If You Can (bản Hàn)" trên YouTube
- "Catch Me If You Can (bản Nhật)" trên YouTube